# Classmates.com
Сlassmates.com (с англ. — «Одноклассники») — социальная сеть. Основана 17 ноября 1995 года Рэнди Конрадсом как Classmates Online, Inc. Первоначально он стремился помочь пользователям найти одноклассников и коллег из детского сада, начальной школы, средней школы, колледжа, рабочих мест и вооруженных сил США. В 2010 году генеральный директор Марк Голдстон описал переход веб-сайта «к все большему вниманию к ностальгическому контенту», такому как «ежегодники средней школы, трейлеры к фильмам, музыкальные треки и фотоизображения». С этой целью и для большей привлекательности для пожилых пользователей название веб-сайта было изменено на Memory Lane, что включало редизайн веб-сайта. Однако это изменение было недолгим. Одноклассники отказались от бренда Memory Lane в 2011 году.

## Корпоративная информация
United Online, Inc. (Nasdaq: UNTD) приобрела Classmates Online в 2004 году и до 2015 года владела и управляла компанией как частью своей дочерней компании Classmates Media Corporation.
Classmates Media управляла онлайн-сервисами социальных сетей и маркетинга лояльности под брендами Classmates.com и MyPoints соответственно.
Classmates Media также управляла следующими международными доменами, вероятно, чтобы расположить к себе внимание со стороны интернет-пользователей из ближайших европейских стран:
- StayFriends.de (Германия)
- StayFriends.se (Швеция)
- StayFriends.at (Австрия)
- Trombi.com (Франция)

В мае 2016 года сайты StayFriends были проданы компании Ströer.
В августе 2015 года Classmates была приобретена у United Online компанией PeopleConnect Holdings — портфельной компанией HIG Capital, за 30 миллионов долларов.
Classmates теперь работает как подразделение PeopleConnect, которому также принадлежит Intelius. Бизнес-модель Classmates Media Corporation основана на пользовательском контенте и доходах от платных подписок и продаж рекламы.

## Пользователи и рейтинг среди других сайтов социальных сетей
Единственный раз, когда Classmates появлялись в десятке лучших сайтов социальных сетей Hitwise, это был июнь 2009 года, когда он занял десятое место с долей рынка 0,45 %.
В начале 2008 года Nielsen Online поставил Classmates на третье место среди уникальных ежемесячных посетителей (дома в США, на работе) среди сайтов социальных сетей.
По состоянию на 30 июня 2008 г. у Classmates Media было более 50 миллионов участников, но только 3,8 миллиона платных подписчиков.

## Конфиденциальность
Участники Classmates.com используют настоящие имена, а не псевдонимы (хотя некоторые участники используют вымышленное имя).
Конфиденциальность участников защищена двойной слепой системой электронной почты, поэтому адреса электронной почты и контактная информация никогда не раскрываются, если они не раскрываются самими участниками один на один.

## Регистрация и нетворкинг
*Регистрация в качестве базового члена Classmates.com бесплатна.
Базовые члены могут:
- создавать профили и искать друзей во всей социальной сети
- публиковать и просматривать заметки профиля
- просматривать профили и фотографии других участников
- запомнить других участников
- просмотреть обширную цифровую коллекцию ежегодников Classmates
- доступ и использование инструментов для планирования воссоединений

Платные участники Classmates+ (ранее Gold) также могут:
- читать и отвечать на каждое сообщение в папке «Входящие» одноклассников
- видеть имена других, которые посетили их профиль
- посмотреть, кто их помнит и как они описываются как запоминающиеся
- получить скидку на перепечатку ежегодника Classmates предлагает сравнение членства здесь.

## Коллекция цифровых ежегодников
На веб-сайте Classmates есть онлайн-архив из более чем 300 000 ежегодников, доступ к которым возможен при бесплатном членстве в Classmates.
Самый старый ежегодник, который в настоящее время находится в коллекции, — это ежегодник 1885 года Центральной средней школы (Манчестер, Нью-Хэмпшир).
Коллекция ежегодников Classmates включает ежегодники многих знаменитостей, которые периодически обнаруживаются и публикуются в блоге компании.

## Воссоединение
По состоянию на 2015 год участники Classmates использовали веб-сайт для планирования более 350 000 встреч классов.
В том же году на воссоединение было приглашено более 5 миллионов участников.

## Спорная деловая практика и юридические вопросы

### Продление и отмена членства
Стандартной практикой Classmates.com является автоматическое продление членства в конце каждого расчетного периода. В декабре 2006 года, когда PCWorld провела полевые испытания нескольких компаний, чтобы определить, насколько легко или сложно было отказаться от их услуги, Classmates.com была одной из компаний, получивших худший рейтинг.

### Мошеннические электронные письма и расчеты
Classmates.com разослал значительное количество электронных писем, в которых получателям сообщалось, что их старые школьные друзья хотят восстановить связь (и получателям нужно будет купить членство в Classmates.com, чтобы получить контактную информацию своих старых друзей).
В 2008 году против Classmates.com был подан коллективный иск. Ведущими истцами по делу были Дэвид Катапано и Энтони Майклс.
По итогу судебного заседания, Classmates.com согласился выплатить своим пользователям 2,5 миллиона долларов для урегулирования иска.

### Посттранзакционный маркетинг
Осенью 2009 года Возглавляемый сенатором Джоном «Джеем» Рокфеллером (DW.V.) комитет по коммерции начал расследование в отношении фирм, занимающихся посттранзакционным маркетингом — Vertrue, Webloyalty и Affinion.
Когда покупатель приближался к завершению сделки, маркетинговая компания представила всплывающую рекламу, которая, по словам правительства, вводила потребителей в заблуждение, заставляя их подписываться на членские программы, поскольку полные условия были скрыты мелким шрифтом в рекламе. Затем эти компании ежемесячно списывали средства с кредитных карт пользователей. Многие люди жалуются, что месяцами не замечали обвинений в своих заявлениях.
Материнская компания United Online заработала 70 миллионов долларов на маркетинговых методах, которые в 2009 году расследовал Сенатский комитет по торговле, включая совмещение второй транзакции по кредитной карте с членством в Classmates.com, включающей программу лояльности.

### Урегулирования судебного процесса
18 августа 2010 года генеральный прокурор Нью-Йорка Куомо, Эндрю объявил о мировом соглашении с шестью компаниями, включая Classmates, в рамках расследования индустрии дисконтных клубов.
Classmates был среди ритейлеров, которые согласились выплатить штрафы в размере 10,1 млн долларов и реституцию после того, как сотни тысяч потребителей были обманом заставлены вступать в дисконтные клубы со скрытыми платежами.